# Andrej Gabršček
Andrej Gabršček, slovenski publicist, založnik, urednik, politik in časnikar, * 26. november 1864, Kobarid, † 23. junij 1938, Ljubljana.

## Življenje
V obdobju od 1883 do 1888 je kot učitelj služboval v Bovcu, Kobaridu in na Livku; v tem času je tudi podrobneje spoznaval in zbiral ljudsko vsebino. Po šestih letih službovanja je z učiteljskim poklicem prenehal in se preselil v Gorico. Tu je bil časnikar, tiskar, politik, založnik. V Gorici je leta 1893 ustanovil Goriško tiskarno, knjigarno in založništvo (kasneje še tiskarno v Pulju 1898).

## Delo
Založil, izdajal in deloma sam urejal je Sočo, Primorca, Adriatische Post, Knajpovca, Vedo, Kažipot po Goriško-Gradiščanski, Knjižnico za mladino, Salonska knjižnica, Talijo in Slovanska knjižnica (1893—1912 v 186 snopičih); v njej je izdal tudi svoje Narodne pripovedke v Soških planinah.

## Dela
- Narodne pripovedke v Soških planinah (1894) (COBISS)
- Goriški Slovenci 1–2 (Ljubljana, 1932, 1934)